# Кикнадзе, Давид Михайлович
Давид Михайлович Кикнадзе (1907 год, Кутаисский уезд, Кутаисская губерния, Российская империя — дата смерти неизвестна, Орджоникидзевский район, Грузинская ССР) — бригадир колхоза имени Сталина Орджоникидзевского района, Грузинская ССР. Герой Социалистического Труда (1949).

## Биография
Родился в 1907 году в крестьянской семье в одном из сельских населённых пунктов Кутаисского уезда (сегодня — Харагаульский муниципалитет). Окончил местную сельскую школу. Трудился в частном сельском хозяйстве. После начала коллективизации трудился рядовым колхозником в колхозе имени Сталина Орджоникидзевского района. В послевоенное время — бригадир в этом же колхозе.
В 1948 году бригада под его руководством собрала в среднем с каждого гектара по 75,6 центнера винограда шампанских вин с площади 10,8 гектаров. Указом Президиума Верховного Совета СССР от 9 августа 1949 года удостоен звания Героя Социалистического Труда за «получение высоких урожаев винограда в 1948 году» с вручением ордена Ленина и золотой медали «Серп и Молот» (№ 4407).
Этим же Указом званием Героя Социалистического Труда были также награждены труженики колхоза имени Сталина звеньевые Евлапи Тариеловна Кикнадзе и звеньевой Сергей Соломонович Поцхверашвили.
За выдающиеся трудовые результаты по итогам 1949 года был награждён вторым Орденом Ленина.
Проживал в родном селе Велисцихе Гурджаанском районе. Дата его смерти не установлена.
Награды
- Герой Социалистического Труда
- Орден Ленина — дважды (1949; 05.09.1950)